# Shuko Aoyama
Shuko Aoyama en chino: 青山修子 (nacida el 19 de diciembre de 1987 en Machida, Japón) es una tenista profesional japonesa. Su mejor clasificación en la WTA fue la número 182 del mundo, que llegó el 9 de febrero de 2015. En dobles alcanzó número 4 del mundo, que llegó el 28 de febrero de 2022. Hasta la fecha, no ha ganado ningún título individuales y tiene 17 títulos de dobles en la WTA.
Ha ganado 3 títulos individual y 27 títulos de dobles en la ITF.

## Torneos de Grand Slam

### Dobles

#### Finalista (1)
| Año  | Torneo               | Pareja        | Oponentes en la final                 | Resultado |
| 2023 | Abierto de Australia | Ena Shibahara | Barbora Krejčíková Kateřina Siniaková | 4-6, 3-6  |

## Títulos WTA (20; 0+20)

### Dobles (20)
| Leyenda                                |
| -------------------------------------- |
| Grand Slam (0)                         |
| Juegos Olímpicos (0)                   |
| WTA Finals (0)                         |
| WTA Elite Trophy (0)                   |
| P. Mandatory & Premier 5, WTA 1000 (2) |
| Premier, WTA 500 (6)                   |
| International, WTA 250 (12)            |

| N.º | Fecha                    | Torneos               | Superficie | Pareja             | Oponentes                              | Resultado               |
| --- | ------------------------ | --------------------- | ---------- | ------------------ | -------------------------------------- | ----------------------- |
| 1.  | 3 de agosto de 2012      | Washington            | Dura       | Kai-Chen Chang     | Irina Falconi Chanelle Scheepers       | 7-5, 6-2                |
| 2.  | 3 de marzo de 2013       | Kuala Lumpur          | Dura       | Kai-Chen Chang     | Janette Husárová Shuai Zhang           | 6-7(4), 7-6(4), [14-12] |
| 3.  | 4 de agosto de 2013      | Washington            | Dura       | Vera Dushevina     | Eugénie Bouchard Taylor Townsend       | 6-3, 6-3                |
| 4.  | 2 de agosto de 2014      | Washington            | Dura       | Gabriela Dabrowski | Hiroko Kuwata Kurumi Nara              | 6-1, 6-2                |
| 5.  | 12 de octubre de 2014    | Osaka                 | Dura       | Renata Voráčová    | Lara Arruabarrena Tatjana Maria        | 6-1, 6-2                |
| 6.  | 18 de septiembre de 2016 | Tokio (International) | Dura       | Makoto Ninomiya    | Jocelyn Rae Anna Smith                 | 6-3, 6-3                |
| 7.  | 5 de agosto de 2017      | Washington            | Dura       | Renata Voráčová    | Eugénie Bouchard Sloane Stephens       | 6-3, 6-2                |
| 8.  | 16 de septiembre de 2017 | Tokio (International) | Dura       | Zhaoxuan Yang      | Monique Adamczak Storm Sanders         | 6-0, 2-6, [10-5]        |
| 9.  | 16 de junio de 2019      | 's-Hertogenbosch      | Hierba     | Aleksandra Krunić  | Lesley Kerkhove Bibiane Schoofs        | 7-5, 6-3                |
| 10. | 13 de octubre de 2019    | Tianjin               | Dura       | Ena Shibahara      | Nao Hibino Miyu Kato                   | 6-3, 7-5                |
| 11. | 20 de octubre de 2019    | Moscú                 | Dura (i)   | Ena Shibahara      | Kirsten Flipkens Bethanie Mattek-Sands | 6-2, 6-1                |
| 12. | 16 de febrero de 2020    | San Petersburgo       | Dura (i)   | Ena Shibahara      | Kaitlyn Christian Alexa Guarachi       | 4-6, 6-0, [10-3]        |
| 13. | 13 de enero de 2021      | Abu Dabi              | Dura       | Ena Shibahara      | Hayley Carter Luisa Stefani            | 7-6(5), 6-4             |
| 14. | 7 de febrero de 2021     | Melbourne II          | Dura       | Ena Shibahara      | Anna Kalinskaya Viktória Kužmová       | 6-3, 6-4                |
| 15. | 4 de abril de 2021       | Miami                 | Dura       | Ena Shibahara      | Hayley Carter Luisa Stefani            | 6-2, 7-5                |
| 16. | 26 de junio de 2021      | Eastbourne            | Hierba     | Ena Shibahara      | Nicole Melichar Demi Schuurs           | 6-1, 6-4                |
| 17. | 28 de agosto de 2021     | Cleveland             | Dura       | Ena Shibahara      | Christina McHale Sania Mirza           | 7-5, 6-3                |
| 18. | 17 de junio de 2023      | 's-Hertogenbosch      | Hierba     | Ena Shibahara      | Viktória Kužmová Tereza Mihalíková     | 6-3, 6-3                |
| 19. | 13 de agosto de 2023     | Montreal              | Dura       | Ena Shibahara      | Desirae Krawczyk Demi Schuurs          | 6-4, 4-6, [13-11]       |
| 20. | 27 de octubre de 2024    | Tokio                 | Dura       | Eri Hozumi         | Ena Shibahara Laura Siegemund          | 6-4, 7-6(3)             |

#### Finales (15)
| N.º | Fecha                    | Torneos              | Surperfie     | Pareja              | Oponetes                              | Resultado            |
| --- | ------------------------ | -------------------- | ------------- | ------------------- | ------------------------------------- | -------------------- |
| 1.  | 17 de octubre de 2010    | Osaka                | Dura          | Rika Fujiwara       | Kai-Chen Chang Lilia Osterloh         | 0-6, 3-6             |
| 2.  | 10 de enero de 2015      | Auckland             | Dura          | Renata Voráčová     | Sara Errani Roberta Vinci             | 2-6, 1-6             |
| 3.  | 15 de febrero de 2015    | Pattaya City         | Dura          | Tamarine Tanasugarn | Hao-Ching Chan Yung-Jan Chan          | 6-2, 4-6, [3-10]     |
| 4.  | 21 de mayo de 2016       | Núremberg            | Tierra batida | Renata Voráčová     | Kiki Bertens Johanna Larsson          | 3-6, 4-6             |
| 5.  | 23 de julio de 2016      | Washington           | Dura          | Risa Ozaki          | Monica Niculescu Yanina Wickmayer     | 4-6, 3-6             |
| 6.  | 7 de agosto de 2016      | Nanchang             | Dura          | Makoto Ninomiya     | Chen Liang Lu Jingjing                | 6-3, 6-7(2), [11-13] |
| 7.  | 30 de septiembre de 2017 | Wuhan                | Dura          | Zhaoxuan Yang       | Yung-Jan Chan Martina Hingis          | 6-7(5), 6-3, [4-10]  |
| 8.  | 14 de octubre de 2018    | Hong Kong            | Dura          | Lidziya Marozava    | Samantha Stosur Shuai Zhang           | 4-6, 4-6             |
| 9.  | 4 de noviembre de 2018   | Elite Trophy         | Dura (i)      | Lidziya Marozava    | Lyudmyla Kichenok Nadiia Kichenok     | 4-6, 6-3, [7-10]     |
| 10. | 4 de agosto de 2019      | San José             | Dura          | Ena Shibahara       | Nicole Melichar Květa Peschke         | 4-6, 4-6             |
| 11. | 7 de agosto de 2022      | San José             | Dura          | Hao-Ching Chan      | Xu Yifan Zhaoxuan Yang                | 5-7, 0-6             |
| 12. | 29 de enero de 2023      | Abierto de Australia | Dura          | Ena Shibahara       | Barbora Krejčíková Kateřina Siniaková | 4-6, 3-6             |
| 13. | 12 de febrero de 2023    | Abu Dabi             | Dura          | Hao-Ching Chan      | Luisa Stefani Shuai Zhang             | 6-3, 2-6, [8-10]     |
| 14. | 24 de agosto de 2024     | Cleveland            | Dura          | Eri Hozumi          | Cristina Bucșa Xu Yifan               | 6-3, 3-6, [6-10]     |
| 15. | 3 de noviembre de 2024   | Hong Kong            | Dura          | Eri Hozumi          | Ulrikke Eikeri Makoto Ninomiya        | 6-4, 4-6, [9-11]     |

## Actuación en TorneosGrand Slam

### Dobles
| Torneos                   | 2011 | 2012 | 2013 | 2014 | 2015 | 2016 | 2017 | 2018 | 2019 | 2020 | 2021 | 2022 | 2023 | G–P   |
| ------------------------- | ---- | ---- | ---- | ---- | ---- | ---- | ---- | ---- | ---- | ---- | ---- | ---- | ---- | ----- |
| Grand Slam                |      |      |      |      |      |      |      |      |      |      |      |      |      |       |
| Abierto de Australia      | A    | A    | 2R   | 1R   | 1R   | 1R   | 1R   | 3R   | 2R   | 3R   | CF   | SF   | F    | 17–11 |
| Roland Garros             | A    | A    | 1R   | 2R   | 1R   | A    | 1R   | 1R   | 1R   | CF   | 2R   | 1R   |      | 5–9   |
| Wimbledon                 | 1R   | A    | SF   | 3R   | 1R   | 2R   | 2R   | 2R   | 2R   | NC   | SF   | CF   |      | 17–10 |
| Abierto de Estados Unidos | 1R   | A    | 1R   | 1R   | 1R   | 1R   | 3R   | 2R   | 2R   | 2R   | 3R   | 3R   |      | 9–11  |
| G–P                       | 0–2  | 0–0  | 5–4  | 3–4  | 0–4  | 1–3  | 3–4  | 4–4  | 3–4  | 5–3  | 10–4 | 9–4  | 5–1  | 48–41 |